# Feedlot

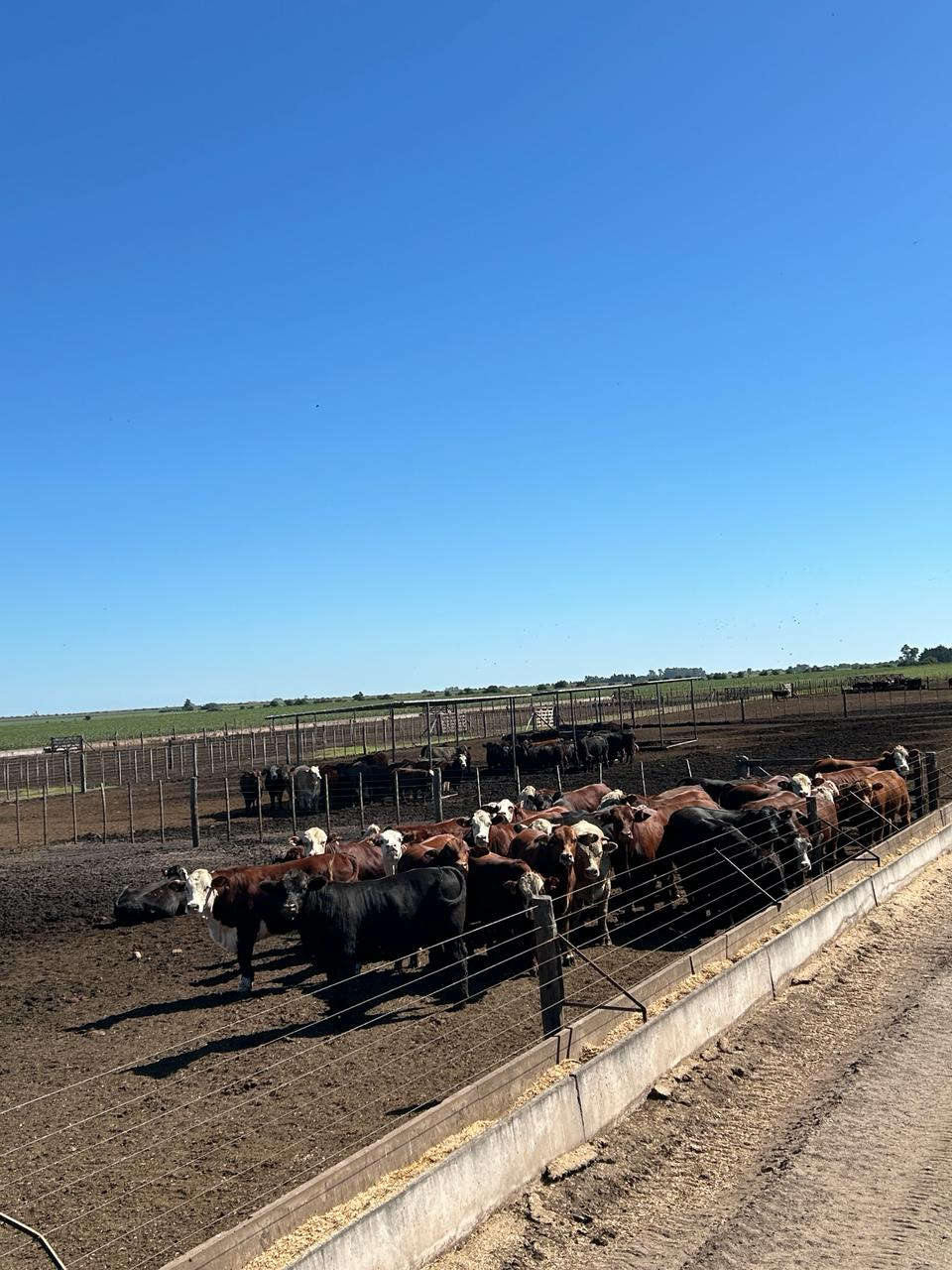
Feedlot en Córdoba, Argentina

Un feedlot, conocido también como engorde a corral, es un sistema intensivo de producción de carne donde el ganado es confinado en corrales y alimentado con dietas balanceadas a base de maíz, soja y otros suplementos para lograr un engorde rápido.
En términos sencillos, el sistema feedlot encierra el ganado en corrales para proporcionarles una dieta de alta concentración energética y alta digestibilidad, para que engorden intensivamente durante un corto período de tiempo.

## Historia y características

### Origen y evolución
Históricamente, la ganadería argentina se basaba en la cría, recría y engorde a pasto, aprovechando la riqueza de las pasturas naturales. Sin embargo, entre 1960 y 1980, la producción de carne se intensificó gracias al manejo eficiente del pastoreo intensivo. A partir de los años 90, con la expansión de cultivos más rentables como la soja y el maíz, más de 20 millones de hectáreas de pasturas se perdieron, lo que llevó a la ganadería a tierras menos fértiles y a la adopción del feedlot como método para mantener la producción de carne.

El feedlot surgió como respuesta a esta necesidad de intensificación, especialmente en Argentina, donde se ha vuelto una práctica común. Este sistema permite producir más kilos de carne por carcasa, alimentando al ganado con raciones balanceadas a base de maíz, soja y otros suplementos, en lugar de los pastos naturales o plantas forrajeras como la alfalfa. Aunque el feedlot ha permitido un mejor aprovechamiento de las tierras desplazadas por la agricultura, también ha generado preocupaciones ambientales y sanitarias, especialmente en países con regulaciones estrictas como EE. UU. y algunos europeos, donde la concentración de gran cantidad de ganado en pequeñas superficies puede causar significativa contaminación y problemas de salud animal.

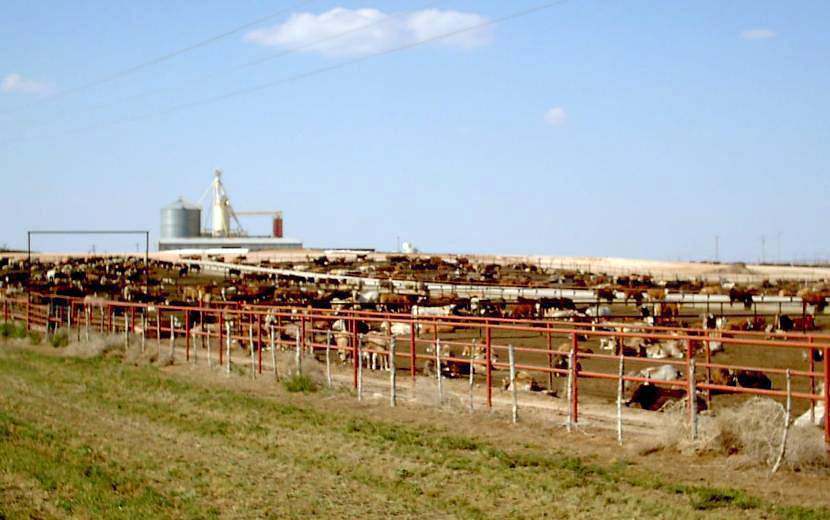
Feedlot en el Panhandle de Texas

### Funcionamiento
- En el feedlot, los animales se alimentan con raciones balanceadas a base de maíz, soja y otros suplementos especiales.
- A diferencia de la ganadería extensiva, donde los animales se alimentan de pastos naturales, el feedlot busca maximizar la producción en corrales cerrados.

### Desafíos y Limitantes
A pesar de su adopción, el feedlot no ha redundado en una mayor producción total de carne en Argentina. El mercado interno sigue siendo un factor clave, y la producción no ha crecido significativamente en las últimas décadas. El aumento de las exportaciones está sostenido por una disminución del consumo doméstico, lo que limita el potencial exportador.